# Euplexia amblypennis
Euplexia amblypennis är en fjärilsart som beskrevs av Embrik Strand 1920. Euplexia amblypennis ingår i släktet Euplexia och familjen nattflyn. Inga underarter finns listade i Catalogue of Life.